# Jelena Serovová
Jelena Olegovna Serovová (rusky Елена Олеговна Серова, * 22. dubna 1976 Vozdviženka, Přímořský kraj, RSFSR, SSSR) je inženýrka a v letech 2006–2016 ruská kosmonautka, v oddílu kosmonautů společnosti RKK Energija, od roku 2011 v oddílu Střediska přípravy kosmonautů. Od prosince 2011 se připravovala na kosmický let na Mezinárodní vesmírnou stanici (ISS) jako členka Expedice 41/42, let započal v září 2014 a skončil v březnu 2015. V roce 2016 byla zvolena poslankyní ruské Státní dumy.

## Život

### Mládí, inženýrka
Jelena Olegovna Serovová pochází z vesničky Vozdviženka v Přímořském kraji na ruském Dálném východě. Roku 2001 získala titul inženýr po absolvování studia na fakultě letectví a kosmonautiky Moskevského leteckého institutu, roku 2003 dokončila studium ekonomie na Moskevské státní akademii výroby přístrojů a informatiky. Od srpna 2001 pracovala ve společnosti RKK Energija, přidělena byla do Střediska řízení letů Roskosmosu v Koroljovu.

### Kosmonautka
Roku 2005 se přihlásila k výběru kosmonautů, 26. února 2006 získala souhlas Hlavní lékařské komise a 11. října 2006 ji Státní meziresortní komise doporučila k zařazení do oddílu kosmonautů RKK Eněrgija. Počínaje únorem 2007 prošla dvouletou všeobecnou kosmickou přípravou ve Středisku přípravy kosmonautů ve Hvězdném městečku a 9. června 2009 získala kvalifikaci „zkušební kosmonaut“.

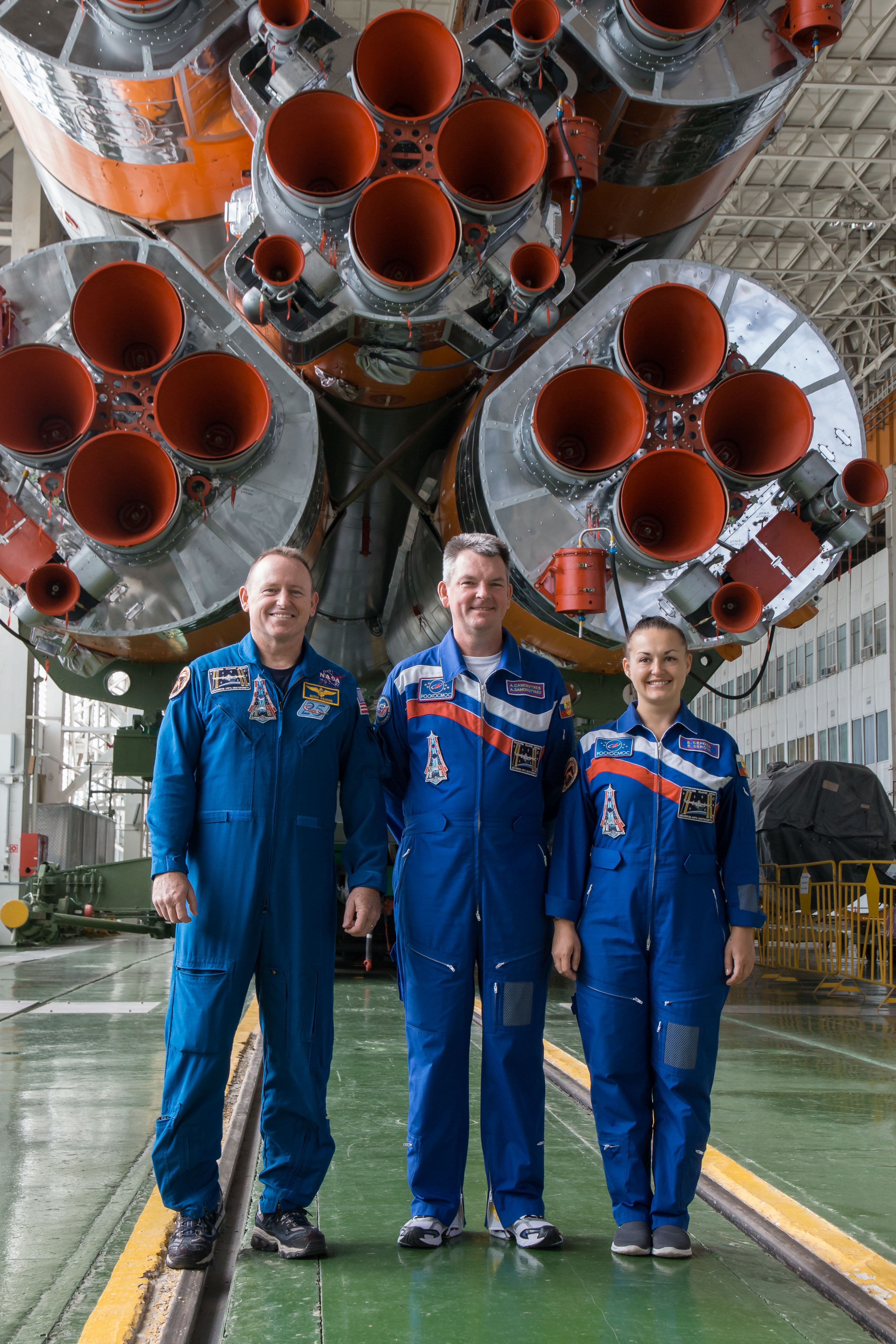
Posádka Sojuzu TMA-14M, zleva Wilmore, Samokuťajev, Serovová, 21. září 2014 na kosmodromu Bajkonur pózují před nosnou raketou Sojuz-FG, která je později vynesla do vesmíru.

V souvislosti s rozhodnutím Roskosmosu o soustředění ruských kosmonautů do jednoho oddílu odešla ze společnosti RKK Eněrgija a od 22. ledna 2011 je kosmonautkou Střediska přípravy kosmonautů.
Dne 15. prosince 2011 byla jmenována palubní inženýrkou posádky kosmické lodi Sojuz TMA-14M a členkou Expedice 41/42 na Mezinárodní vesmírnou stanici s plánovaným startem v září 2014. Jmenování oficiálně oznámil ředitel Roskosmosu Vladimir Popovkin 21. prosince 2011. Do vesmíru vzlétla 25. září 2014 na palubě Sojuzu TMA-14M, s Alexandrem Samokuťajevem a Barry Wilmorem. Po necelých šesti hodinách letu se Sojuz spojil se stanicí ISS a jeho posádka se zapojila do práce Expedice 41. Na ISS pracovala ve funkci palubní inženýrky. Dne 12. března 2015 se se Samokuťajevem a Wilmorem, opět v Sojuzu TMA-14M, přistála v Kazachstánu.
Serovová byla 58. žena v kosmu, ale teprve čtvrtá z Ruska/Sovětského svazu, po Těreškovové (1963), Savické (1982 a 1984) a Kondakovové (1994/95 a 1997).
Manžel Jeleny Serovové Mark Serov byl v letech 2003–2011 kosmonautem RKK Energija, zůstal v Energiji i po roce 2011, mají dceru.
V souvislosti se zvolením do Státní dumy k 23. září 2016 odešla z oddílu kosmonautů.

### Poslankyně
V ruských parlamentních volbách v září 2016 byla zvolena poslankyní Státní dumy za obvod Kolomna. V dumě vykonává funkci místopředsedkyně výboru pro ekologii a ochranu životního prostředí.

## Tituly a vyznamenání
- Hrdina Ruské federace (15. února 2016),[2]
- Letec-kosmonaut Ruské federace (15. února 2016).[2]